# Liste der Einträge im National Register of Historic Places im Hardin County (Illinois)

Lage des Hardin County in Illinois

Die Liste der Einträge im National Register of Historic Places im Hardin County in Illinois führt die Bauwerke und historischen Stätten im Hardin County auf, die in das National Register of Historic Places aufgenommen wurden.
| [ 2 ] | Name                            | Bild                            | Eintragsdatum        | Lage                                                              | Ort           | Beschreibung |
| ----- | ------------------------------- | ------------------------------- | -------------------- | ----------------------------------------------------------------- | ------------- | ------------ |
| 1     | Battery Rock                    | Battery Rock                    | 1998 ID-Nr. 98001257 | Ohio River in Höhe von Flussmeile 860 37° 31′ 46″ N, 88° 4′ 52″ W | Cave-In-Rock  |              |
| 2     | Cave-In-Rock                    | Cave-In-Rock                    | 1998 ID-Nr. 98000984 | Rund 800 m nördlich von Cave-In-Rock 37° 28′ 2″ N, 88° 9′ 31″ W   | Cave-In-Rock  |              |
| 3     | Illinois Iron Furnace           | Illinois Iron Furnace           | 1973 ID-Nr. 73000704 | Shawnee National Forest 37° 29′ 57″ N, 88° 19′ 48″ W              | Rosiclare     |              |
| 4     | Orr-Herl Mound and Village Site | Orr-Herl Mound and Village Site | 1978 ID-Nr. 78001151 | Adresse nicht veröffentlicht                                      | Rosiclare     |              |
| 5     | Rose Hotel                      | Rose Hotel                      | 1972 ID-Nr. 72000461 | South Main Street 37° 26′ 43″ N, 88° 18′ 16″ W                    | Elizabethtown |              |